# 504 (số)
504 (năm trăm linh tư) là một số tự nhiên ngay sau 503 và ngay trước 505.